# Wodka Gorbatschow
Wodka Gorbatschow é uma marca de Vodca produzida a primeira vez em Berlim, Alemanha, e que desde 1960 pertence à Söhnlein Rheingold Sektkellerei, atualmente integrada à Henkell & Co. Sektkellerei.

## História
Leo Leontowitsch Gorbatschow, proprietário de uma destilaria de vodka, fugiu durante a Revolução de Outubro com sua família da pátria russa para Berlim, onde reiniciou em 1920 a destilar vodka seguindo receita familiar.